# Hymenaea verrucosa
Hymenaea verrucosa là một loài thực vật có hoa trong họ Đậu. Loài này được Gaertn. miêu tả khoa học đầu tiên.

## Hình ảnh

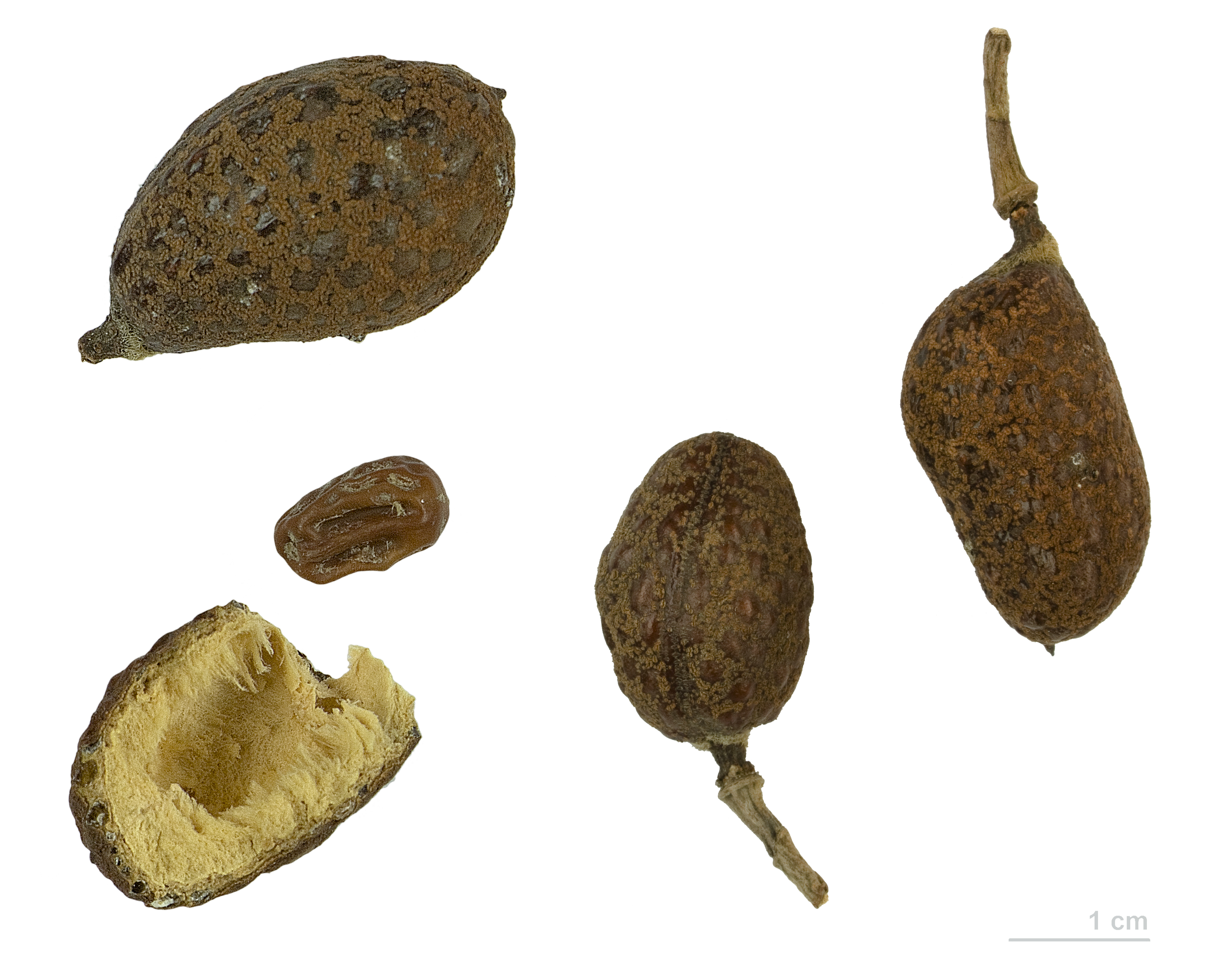